# 1992年中国大陆
| 中国历史 / 中国历史年表 |
| 世紀： 19世纪中国 / 20世纪中国 / 21世纪中国 |
| 年代： 1960年代中国大陆 / 1970年代中国大陆 / 1980年代中国大陆 / 1990年代中国大陆 / 2000年代中国大陆 / 2010年代中国大陆 / 2020年代中国大陆                     |
| 年份： 1988年中国大陆 / 1989年中国大陆 / 1990年中国大陆 / 1991年中国大陆 / 1992年中国大陆 / 1993年中国大陆 / 1994年中国大陆 / 1995年中国大陆 / 1996年中国大陆 |
| 纪年： 壬申年（猴年）、中华人民共和国成立43周年 |

## 黨和國家領導人

### 最高領導人
- 中國共產黨中央委員會總書記：江澤民

### 國家元首
- 中華人民共和國主席：楊尚昆

### 政府首腦
- 中華人民共和國國務院總理：李鵬

## 大事記
- 1月18日——14时42分左右，交通部上海海运管理局“大庆62号”油轮在长江上海宝山水道石洞口电厂上游爆炸起火，4人失踪，4人受伤，直接经济损失1000万元以上。
- 1月18日到2月21日——鄧小平南巡。
- 1月19日至2月1日——上海發行股票認購證[1]。
- 1月24日——中华人民共和国与以色列国建立大使级外交关系。
- 2月5日——烏魯木齊發生爆炸案，造成3人死亡、23人受傷。
- 2月25日——中國全國人大通過《領海法》，正式將釣魚台島列入中國領海範圍。
- 3月8日——中华人民共和国开放黑龙江省黑河市、绥芬河市，吉林省的珲春市，内蒙古自治区的满洲里市、二连浩特市，新疆维吾尔自治区的伊宁市、塔城市、博乐市，云南省的瑞丽市、畹町市、河口市和广西壮族自治区的凭祥市和东兴镇等13个沿边开放城市、镇。
- 3月9日——中華人民共和國加入《不擴散核武器條約》。
- 3月20日——山西省吕梁地区孝义市兑镇镇偏城煤矿新井、偏店煤矿二坑井下爆炸，65人死亡，31人受伤。
- 3月20日到4月3日——北京召開七屆全國人大五次會議。是否實施改革成為大會的焦點。在人大會議上，中共中央書記處書記、中央軍委秘書長兼總政治部主任楊白冰率先喊出：「為改革開放保駕護航。」同時《解放軍報》發表題為「為改革開放保駕護航」的社論，公開表示「堅決響應小平同志號召，為改革開放保駕護航」。
- 3月22日——中国于西昌卫星发射中心用长征2号E运载火箭发射美国为澳洲制造的澳赛特B1通信卫星，火箭点火后发生了紧急关机，未能顺利起飞，发射中止[2]。
- 3月30日——江系人馬控制的新華社才全文播發此文，比《深圳特區報》晚了四天，反映出江的強烈牴觸情緒。
- 3月30日——新華社全文播發「為改革開放保駕護航」。
- 4月3日——全國人民代表大會通過興建長江三峽工程的決議。
- 4月16日——中國首次派出聯合國維和人員赴柬埔寨金邊。
- 5月15日——经国务院批准，自1992年8月4日期，由交通部、财政部、国家物价局颁布的《内河航道养护费征收和使用办法》开始施行并生效。
- 5月21日——上海証券交易所股價全面公開。
- 5月27日至1993年8月18日——宁夏西吉县沙沟与陈家沟因伊斯兰教内部纠纷，四次大规模武装械斗，陈方杀死沙方36人，杀伤9人（重伤5人）；沙方杀死陈方14人，杀伤17人，绑架2人失踪；共死50人，伤26人，2人被绑架失踪。政府收缴沙方枪支4986支，子弹3471发，自制炮弹炸弹63枚，土炮6门；陈方枪支456支，子弹3892发，炸弹55枚，土炮15门，炸药火药55公斤。
- 6月9日——中華人民共和國與格魯吉亞建交。
- 6月13日——11时40分，陕西省绥德县枣林坪乡一艘船沉于黄河，42人生还，10人死亡，39人失踪。
- 6月28日——中國政府在鄧小平曾經發表南巡講話的深圳懸掛一幅鄧小平畫像，以宣傳改革開放。
- 7月7日——深圳市宝安县塘尾村台资企业百星制衣厂火灾，16人死亡，23人受伤。
- 7月30日——中國正式加入《世界版權公約》。
- 7月31日——一架由南京飛往廈門的中國通用航空2755號客機在南京大校場機場起飛時滑出跑道，撞毀防護堤，機上逾100人死亡。
- 8月5日——錦州20-2凝析氣田投產，成為中國第一座投產的海上天然氣田[3]。
- 8月9日－8月10日——深圳市發行新股，热潮席捲全市，大批市民爭相認購新股，造成人群拥挤，秩序混乱，購買人數超100萬。[4][5]
- 8月11日——北京联合航空旅游公司米八7802号直升机在八达岭长城载客旅游撞山。9人幸存，15人死亡。
- 8月14日——北京时间7时，中国长征2号E捆绑式运载火箭在西昌卫星发射中心成功发射由美国為澳洲研製的澳赛特B1通信卫星，标志着中国的卫星发射开始进入商业化国际市场[6]。
- 8月24日——中华人民共和国与大韩民国建交。
- 8月24日——中國首次拍賣破產合資企業。
- 9月21日——中國國家航天局CNSA第一個重大工程載人航天計劃正式立項。
- 9月28日——韩国总统卢泰愚访问北京，这是韩国第一位访问中华人民共和国的总统。
- 10月4日——澳門新馬路永亨銀行大廈發生大火，一名保安員從11樓高空摔落死亡。
- 10月8日——武漢航空一架旅遊包機在中國甘肅省定西县白碌乡墜毀。机上35人中有14人遇难、9人重伤、12人轻伤。
- 10月12日——中國共產黨第十四次全國代表大會在北京開幕。
- 10月23日——日本天皇明仁訪問中國。
- 11月4日——第一屆華羅庚數學獎在北京頒發。
- 11月24日——中國南方航空3943號班機在桂林撞山墜毀，導致機上141人全部遇難。
- 12月21日——北京時間19時，中國發射长征2号E捆绑式运载火箭将第二颗澳星送入太空，起飛後約48秒爆炸[7]。

## 出生
- 10月2日：陳張太康，配音員。

## 逝世
- 1月11日——黄厚，中华人民共和国政治人物、中国人民解放军少将。
- 2月16日——陶葆楷，中国土木工程与环境工程教育家。
- 4月2日——吴信泉，中国人民解放军中将。
- 4月22日——康克清，中华人民共和国政治人物，朱德妻子。
- 5月14日——聂荣臻，政治人物，中华人民共和国元帅。
- 6月13日——屈武，政治人物。
- 6月21日——李先念，中华人民共和国原主席、全国政协主席。
- 6月28日——錢三強，中国原子能科学家，被誉为“中国原子弹之父”
- 7月11日——邓颖超，政治人物，周恩来夫人。
- 8月2日——王洪文，政治人物，四人幫之一。
- 9月19日——吴仲华，中国工程热物理学家，中国科学院院士
- 9月28日——胡乔木，政治人物，中国新闻工作者
- 11月17日——路遥，中国作家